# الهجمات على النساء في حاسي مسعود
الهجمات على النساء في حاسي مسعود هي عدة هجمات عنيفة استهدفت النساء اللاتي يعشن في مدينة حاسي مسعود بالجزائر وذلك في تموز/يوليو 2001. لَقيت سلسلة الهجمات هذه تغطية إعلامية كبيرة خاصة من الصحافة الفرنسية بما في ذلك تلك التي تتخد من مدن في الجزائر مقرًا لها. استمرت عمليات الهجوم والاستهدافات حتى عام 2005.

## السياق
تشتهرُ مدينة حاسي مسعود باعتبارها من أبزر مدن صناعة النفط في وسط الجزائر. يقطنها حوالي 53,000 نسمة. تعملُ مختلف الشركات النفطية هناك. أصبحت المدينة في وقت لاحق مكانا للبحث عن العمل والأمن الاقتصادي لكثير من الجزائريين في خضم الحرب الأهلية. أدى كل هذا إلى تطوير العديد من مدن الصفيح في جميع أنحاء المدينة.
هاجرت العديد من النساء إلى حاسي مسعود لإيجاد فرص عمل في الصيانة، السكرتارية، المطاعم أو حتّى العمل في شركات البترول. تميّزت المدينة ببعض «التقدم الحضاري» كما شهدت تطورا ملحوظا في عدد النساء داخلها. تميّزت كذلك بتحرر النساء اللاتي سكنّ وحدهن في تلك الفترة. زادَ من تحرر المدينة بعدما كثرت العاهرات جنبا إلى جنب مع ارتفاع معدل البطالة بين الرجال. لم يرض الرجال المحافظون بهذه الوضعية فشنوا هجمات على النساء وعرضوهم للعنف والضرب والشتم بل التهديد جسديا.

## الحادثة الأولى
في 13 يوليو 2001 وخلال صلاة الجمعة ذكر الإمام «عمار طالب» بأن ما يحصل في سيدي حاسي أمر غريب. هاجمَ الإمام لفظيًا المرأة القادمة من مناطق الشمال الغربي إلى العمل في شركات البترول كما حرّض الرجال على ارتكاب أعمال عنف عليهن. اتهمهم كذلك بممارسة سلوك «غير أخلاقي»، ثم دعاهم إلى «الجهاد على الشيطان» من خلالٍ «مطاردة النساء الزانيات». وفقا للإمام فإنّ المرأة التي تعيش وحدها دون ولي لا يمكن إلا أن تكون من البغايا.
خلال ليلة 13 يوليو وعند حوالي الساعة العاشرة مساء، تجمّع حشد غفير مكوّن من 300 رجل وتحركَ باتجاه مقهى ليلي حيث كانت تعمل النساء هناك. على مدى خمس ساعات تعرضت 40 سيدة للاعتداء والضرب والاغتصاب والتشويه كما تم سحلهم عبر الشارع عُراة. نُهبت خلال فترة الهجوم بعض المنازل فيما تمّ حرق أخرى خاصة أن بعض المهاجمين كانوا مدججين ببعض الأسلحة منها السكاكين. لم تصل الشرطة حتى الثالثة صباحا، حينها تم وضع حد للعنف لكن أعمال الشغب تواصلت في أيام لاحقة.

## المحاكمات
بحسب صحيفة لا تريبين الفرنسية فقد ألقت الشرطة الجزائرية القبض على الإمام عمار طالب فضلا عن 40 من الرجال الذين شاركوا في أعمال العنف، أكدت جريدة المساء أن الاعتقالات طالت تسعَ أشخاص لا غير بما في ذلك الزعيم عمار طالب، ومع ذلك فلا يزال يعظ في أكبر مسجد في المدينة حسب الجريدة دائما. تم عرض المتهمين في وقت لاحق على الشرطة وقد قرّرت تسعة وثلاثون سيدة توجيه اتهامات مباشرة لكن من اعتدى عليهن! بحلول حزيران/يونيو 2004 لم تكن أي من الضحايا قادِرات على اللجوء إلى محام حتى أولئك اللاتي وعدن به من قبل وزارة التضامن. تم -في تصرف غريب حسب المراقبين- التنازل عن كل التهم المٌقدمة في حق 32 شابا فيما تم الإبقاء على تهمة واحدة وفقط هي «إثارة الضجة في الشارع وارتكاب جرائم على النظام العام». بدأت عملية الاستئناف في كانون الأول/ديسمبر 2004 ولكن تم تأجيلها إلى عام 2005 في محكمة بسكرة وذلكَ من أجل السماح لجميع المتهمين بالحضور داخل قاعة المحكمة. خلال بداية المحاكمة لم يحضر سوى ستة من المتهمين وثلاثة من الضحايا وذلك تحت وقع الضغوط والتهديدات. صدرت أحكام بالسجن من ثلاث سنوات حتى ثمانية في حق المتهمين الثلاث الحاضرين في حين تم تبرئة ثلاث متهمين بشكل غيابي. حُكمَ على معظم المهاجمين غيابيا:
- حُكم على 20 شخص بالسجن 20 سنة
- حُكم على 4 أشخاص بالسجن 10 سنوات
- حُكم على شخص واحد بالسجن خمس سنوات
- تمت تبرئة ثلاث متهمين.[9]

### استمرار الهجمات
اعتبارا من عام 2011 وعلى غرار الهجمات المتفرقة على النساء في حاسي مسعود. قام بعض الشباب المحسوب على الطائفة المسلمة بارتكاب أعمال عنف وشغب في أماكن أخرى من الجزائر ولا سيما في المسيلة.

### الأفلام والمطبوعات
لقد شكل هذا الحدث لقمة سائغة في فم وسائل الإعلام التي عملت على توثيق وتجسيد كل ما حصل بعديد الطرق. صدَر عام 2008 فيلم درامي بعنوان أحياء! (بالفرنسية: Vivantes!) للمخرج البلجيكي السينمائي مارك كونينيك. عملَ هذا الأخير فيه على تجسيد كل ما حصل للنساء في الجزائر خلال تلك الفترة.